# Astiphromma japonense
Astiphromma japonense är en stekelart som beskrevs av Lee 1992. Astiphromma japonense ingår i släktet Astiphromma och familjen brokparasitsteklar. Inga underarter finns listade.